# Eren Tozlu
Eren Tozlu (* 27. Dezember 1990 in Giresun) ist ein türkischer Fußballspieler in Diensten des Erzurumspor FK.

## Karriere

### Verein
Eren Tozlu begann mit dem Vereinsfußball in der Jugend von İl Özel İdaresi G&S und wechselte 2006 in die Jugend von Giresunspor. Hier spielte er drei Spielzeiten lang ausschließlich für die Jugend- bzw. später für die Reservemannschaft. 2009 erhielt er einen Profivertrag und nahm an dem Vorbereitungscamp für die anstehende Saison teil. Die erste Spielzeit spielte er überwiegend für die Reservemannschaft. Er nahm aber regelmäßig am Training der Profis teil und kam auch zu sechs Spieleinsätzen. Sein Debüt machte er am 19. Dezember 2009 im TFF-1.Lig-Spiel gegen Kartalspor.
Um ihm mehr Spielpraxis zu ermöglichen, wurde er für die Spielzeit 2010/11 an den Viertligisten Pazarspor ausgeliehen. Hier schaffte es Tozlu auf Anhieb in die Stammformation und bestritt sämtliche Spiele seiner Mannschaft.
Zum Sommer 2011 kehrte er zu Giresunspor zurück. Diesem Verein wurde ein Transferverbot seitens des Fußballverbandes auferlegt, sodass man mit den vorhandenen Spielern die Saison überstehen musste. In dieser Konstellation erkämpfte sich Tozlu sofort einen Stammplatz und entwickelte sich über die Spielzeit zum Leistungsträger seiner Mannschaft. Mit seinen 15 Treffern war er der treffsicherste Spieler seiner Mannschaft und hatte Anteil daran, dass seine Mannschaft die Chance auf einen Klassenerhalt bis zum letzten Spieltag bewahrte. Er belegte auch in der Torjägerliste der TFF 1. Lig hinter Severin Brice Bikoko den zweiten Platz.
Nachdem er zum Shootingstar der Saison avancierte, wurde er mit Galatasaray Istanbul in Verbindung gebracht. Dieser Transfer kam nicht zustande. Stattdessen wechselte Tozlu unmittelbar nach dem letzten Spieltag zum Erstligisten Mersin İdman Yurdu. Für die Rückrunde wurde er an den türkischen Zweitligisten Samsunspor ausgeliehen.
Zur Saison 2016/17 wechselte Tozlu zum Zweitligisten Yeni Malatyaspor.

### Nationalmannschaft
Im Rahmen des Turniers von Toulon 2012 wurde Eren Tozlu im Mai 2012 das erste Mal in seiner Karriere für die zweite Auswahl der türkischen Nationalmannschaft nominiert. Für diese Auswahl machte er am 23. Mai 2012 seine erste Partie bei einer Begegnung gegen Japans zweite Garde. Dabei gelang ihm auch sein erster Treffer.

## Erfolge
Mit Mersin İdman Yurdu
- Playoff-Sieger der TFF 1. Lig und Aufstieg in die Süper Lig: 2013/14

Mit der A2-Auswahl der türkischen Nationalmannschaft
- Finalist im Turnier von Toulon (1): 2012